# 오가사와라 유세이
오가사와라 유세이(일본어: 小笠原 侑生, 1988년 4월 16일 ~ )는 일본의 전 축구 선수이다.

## 구단 경력
과거 에히메 FC, V-파렌 나가사키에서 활동하였다.